# 500 крупнейших компаний
500 крупнейших компаний, FT500 — рейтинг, ежегодно составляемый Financial Times. Оценка проводится по рыночной капитализации организаций, входящих в состав рейтинга. В него входит 500 крупнейших компаний мира, 500 крупнейших компаний Европы, 500 крупнейших компаний США, 100 крупнейших компаний Восточной Европы, Компании-новички рейтинга, Компании, покинувшие рейтинг, Крупнейшие секторы мировой экономики, 500 крупнейших компаний мира в алфавитном порядке, Самые значительные скачки вверх, Самые значительные скачки вниз по списку. На территории России FT500 выпускают Ведомости. Рейтинг выходит с 1997 года.

## Изменение состава рейтинга
В 2012 году Financial Times изменила состав рейтинга. В него вошли 500 крупнейших компаний мира, 500 крупнейших компаний развивающихся стран.